# Азам Алі
Азам Аліафгерад, відома як Азам Алі (перс. اعظم علی) — співачка іранського походження. Має чотири повні сольні альбоми та сім повних альбомів, записаних спільно з музичними гуртами VAS та Niyaz.

## Біографія
Народилася в м. Тегеран, Іран, в 1970 році, але з чотирьох років зростала в Індії, вбираючи в себе місцеву культуру та музику. У 1985 переїхала до Лос-Анджелеса з матір'ю. Навчалася грі на сантурі в перського майстра, який і порадив їй займатися співом. Зараз живе у Монреалі, Канада.
У 1996 році був сформований музичний гурт VAS сумісно з Ґреґом Еллісом. Також Азам Алі співає в іранському гурті Niyaz, який створив її чоловік Лога Рамін Торкян. У 2005 році виконала пісню Coma з Сержем Танкяном.

### Сольна кар'єра
Перший альбом під назвою Portals Of Grace було випущено в 2002. Другим став альбом 2006 року Elysium for the Brave, який був високо відзначений журналом Billboard. Третій її альбом From Night to the Edge of Day (2011) являє собою колекцію колискових, на яку її надихнув син. Четвертий альбом, Lamentation of Swans — A Journey Towards Silence (2013), вона записала разом з чоловіком.
У 2003 році виконала пісню Inama Nushif вигаданою мовою для телесеріалу Діти Дюни. Також її голос можна почути у техно-демоверсії Agni's Philosophy серії Final Fantasy і у відеогрі Call of Duty: Black Ops II.

## Дискографія

### Сольні альбоми
- Portals of Grace (2002)
- Elysium for the Brave (2006)
- From Night to the Edge of Day (2011)
- Lamentation of Swans — A Journey Towards Silence (2013)

### З гуртом VAS
- Sunyata (1997)
- Offerings (1998)
- In the Garden of Souls (2000)
- Feast of Silence (2004)

### З Ґреґом Еллісом
Kala Rupa Explorations in Rhythm (2001)

### З гуртом Niyaz
- Niyaz (2005)
- Nine Heavens (2008)
- Sumud (2012)

### З VGM
- Syphon Filter: Logan's Shadow (2007)
- Uncharted 3: Drake's Deception (2011)